# USS New Hampshire (BB-25)
O USS New Hampshire foi um couraçado pré-dreadnought operado pela Marinha dos Estados Unidos e a sexta e última embarcação da Classe Connecticut, depois do USS Connecticut, USS Louisiana, USS Vermont, USS Kansas e USS Minnesota. Sua construção começou em maio de 1905 na New York Shipbuilding Corporation e foi lançado ao mar em junho do ano seguinte, sendo comissionado em março de 1908. Era armado com uma bateria principal composta por quatro canhões de 305 milímetros montados em duas torres de artilharia duplas, tinha um deslocamento carregado de quase dezoito mil toneladas e conseguia alcançar uma velocidade máxima de dezoito nós.
O USS New Hampshire teve uma carreira ativa em pouco mais de dez anos de serviço. Durante tempos calmos suas principais atividades consistiam em treinamentos de rotina. Ele fez duas visitas diplomáticas para a Europa em 1911 e 1912, depois envolveu-se em várias ações no Caribe, incluindo em intervenções para proteger interesses norte-americanos no Haiti, República Dominicana e México, incluindo a Ocupação de Veracruz em 1914 durante a Revolução Mexicana. Foi usado como navio-escola durante a Primeira Guerra Mundial e ao final do conflito como transporte de tropas para repatriar soldados norte-americanos. Foi descomissionado em 1921 e desmontado em 1923.

## Projeto
A classe Connecticut seguiu a classe Virginia, mas corrigiu algumas das deficiências mais significativas no projeto anterior, principalmente o arranjo sobreposto dos canhões principais e alguns dos secundários. Uma bateria terciária mais pesada de 178 milímetros substituiu os canhões de 152 milímetros que foram usados em todos os projetos anteriores dos EUA. Apesar das melhorias, os navios foram tornados obsoletos pelo revolucionário encouraçado britânico HMS Dreadnought, concluído antes da maioria dos membros da classe Connecticut. O New Hampshire foi o último pré-dreadnought da Marinha dos Estados Unidos. Sua classe não foi a última nessa categoria, mas os dois navios da classe posterior, a Mississippi, tiveram sua construção autorizada um anos antes da construção do New Hampshire.
O New Hampshire tinha 139 metros de comprimento total com uma boca de 23 metros e um calado de sete metros. Ele deslocava dezesseis mil toneladas conforme projetado e até 17 949 toneladas em plena carga. O navio era movido por motores a vapor de expansão tripla de dois eixos avaliados em 16 500 cavalos indicados de potência, com vapor fornecido por doze caldeiras Babcock & Wilcox movidas a carvão canalizadas em três funis. O sistema de propulsão gerou uma velocidade máxima de dezoito nós (33 quilômetros por hora). Quando construído, ele foi equipado com mastros militares pesados, mas estes foram rapidamente substituídos por mastros de treliça em 1909. Ele tinha uma tripulação de 827 oficiais e homens alistados, embora isso tenha aumentado para 881 e depois para 896.
O navio estava armado com uma bateria principal de quatro canhões de 305 milímetros/45 calibres em duas torres de canhão gêmeas na linha central, uma à frente e outra à ré. A bateria secundária consistia em oito canhões de 203 milímetros/45 calibres e doze canhões de 178 milímetros/45 calibres. Os canhões de 203 milímetros foram montados em quatro torres gêmeas no meio do navio e os canhões de 178 milímetros foram colocados em casamatas no casco. Para defesa de curto alcance contra torpedeiros, ela carregava vinte canhões de 76 milímetros/50 calibres montados em casamatas ao longo da lateral do casco e doze canhões de 3 libras. Ele também carregava quatro canhões de 1 libra. Como era padrão para os navios capitais da época, o New Hampshire carregava quatro tubos de torpedos de 533 milímetros, submersos em seu casco na lateral.
O cinturão blindado de New Hampshire tinha 279 milímetros de espessura sobre os paióis e os espaços das máquinas de propulsão e 152 milímetros em outros lugares. As torres de canhão da bateria principal tinham 305 milímetros em suas faces, e as barbetas de sustentação tinham 254 milímetros de blindagem. As torres secundárias tinham 178 milímetros de blindagem frontal. A torre de comando tinha 229 milímetros de espessura.

## Histórico de serviço

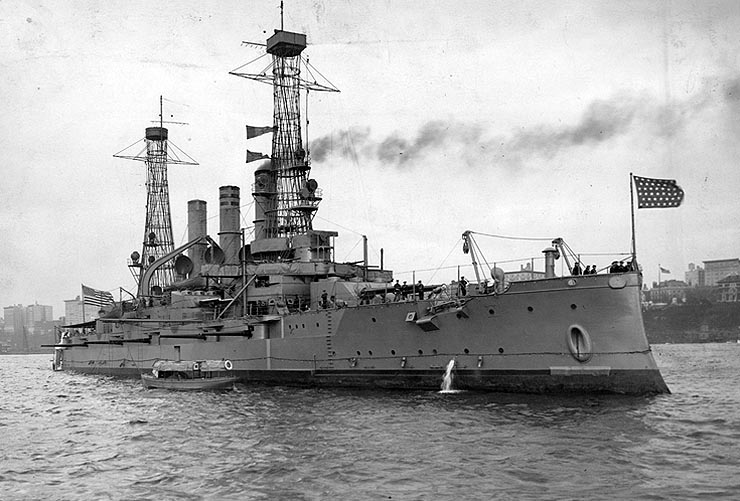
O New Hampshire em Nova York c. 1911

O New Hampshire foi batido em 1º de maio de 1905 na New York Shipbuilding Corporation em Camden, Nova Jérsia. Ele foi lançado em 30 de junho de 1906. O navio foi comissionado na Marinha dos Estados Unidos em 19 de março de 1908; seu primeiro comandante foi o capitão Cameron Winslow. Depois de concluir o trabalho final de adaptação, o New Hampshire transportou um Regimento Expedicionário da Marinha para Colón, Panamá, em 20 de junho, chegando seis dias depois. Ele então fez uma série de visitas a portos na costa leste da América do Norte, incluindo Portsmouth, Nova York e Bridgeport, junto com uma parada na província canadense de Quebec. O navio foi então reformado em Nova York, seguido de exercícios de treinamento no mar do Caribe. Em 22 de fevereiro de 1909, ela participou de uma Revisão Naval para o presidente Theodore Roosevelt para saudar o retorno da Grande Frota Branca em Hampton Roads, Virgínia. Durante este período, Ernest King, mais tarde Chefe de Operações Navais durante a Segunda Guerra Mundial, serviu a bordo do navio na sala de máquinas.
O New Hampshire realizou exercícios de treinamento no Atlântico e no Caribe até o final de 1910. Em 1º de novembro daquele ano, ela partiu de Hampton Roads com a Segunda Divisão de Encouraçados para uma visita à Europa. Lá, os navios pararam em Cherbourg, na França e Weymouth, no Reino Unido. A Divisão partiu de Weymouth em 30 de dezembro e voltou ao Caribe para treinamento, antes de prosseguir para Norfolk em 10 de março de 1911. De 21 – 22 de março, o New Hampshire conduziu treinamento de artilharia com o navio-alvo San Marcos - o antigo encouraçado Texas - em Tangier Sound na Baía de Chesapeake  Ao longo dos dois dias de tiros, o New Hampshire infligiu graves danos ao velho navio, afundando-o em águas rasas. Uma inspeção superficial do naufrágio observou que o interior do navio acima da linha d'água foi destruído e que ele havia sido perfurado várias vezes abaixo da linha d'água.

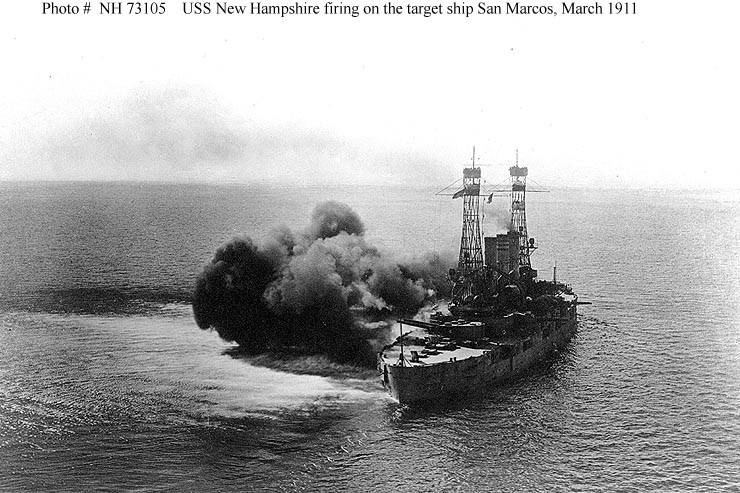
Disparos em San Marcos em março de 1911

Ele então se preparou para outra viagem à Europa. Desta vez, os navios cruzaram o Mar Báltico, parando em vários portos na Alemanha, Rússia e Escandinávia, antes de retornar à Nova Inglaterra em 13 de julho. O New Hampshire passou os três anos seguintes treinando aspirantes em cruzeiros de verão e patrulhando o Caribe. Em dezembro de 1912, ele partiu da ilha de Hispaniola durante distúrbios no Haiti e na República Dominicana. De 14 de junho a 29 de dezembro de 1913, ele patrulhou a costa caribenha do México durante a Revolução Mexicana. No ano seguinte, participou da ocupação de Veracruz, no México, a partir de 15 de abril. Durante as operações, o comandante do navio, Edwin Anderson, Jr., liderou um grupo de desembarque que foi atacado pela Heroica Escuela Naval Militar (Escola Naval Militar Heroica), embora tiros de cruzadores no porto silenciassem os atiradores mexicanos. Anderson e vários outros receberam a Medalha de Honra pela ação. O New Hampshire partiu da área em 21 de abril para uma reforma em Norfolk. Exercícios na costa leste dos Estados Unidos seguiram antes de o navio retornar a Veracruz em agosto de 1915.

### Primeira Guerra Mundial
O navio voltou a Norfolk em 30 de setembro e permaneceu em águas americanas no final de 1916. Em 2 de dezembro, ele embarcou para Santo Domingo, capital da República Dominicana, onde os Estados Unidos haviam instituído um governo militar sob o comando do contra-almirante Harry Knapp na tentativa de acabar com a instabilidade política ali. O capitão do New Hampshire estava envolvido com o governo enquanto o navio estava no país. Em fevereiro de 1917, ele voltou a Norfolk para uma reforma; esse trabalho ainda estava em andamento quando os Estados Unidos declararam guerra à Alemanha em 6 de abril. Ao longo dos dezoito meses seguintes, o navio foi designado para treinamento de artilheiros e pessoal da casa de máquinas para a frota de guerra em rápida expansão. Durante o treinamento em 1º de junho de 1918, as tripulações de três dos canhões de 178 milímetros a bordo de New Hampshire acidentalmente começaram a atirar em um dos caçadores de submarinos presentes; eles dispararam várias salvas antes de receberem a ordem de cessar fogo. Um dos projéteis atingiu o encouraçado USS Louisiana, matando um homem e ferindo vários outros. Enquanto os navios paravam para retomar o controle da situação, um vigia relatou um periscópio de um U-boot; o New Hampshire e o encouraçado USS Ohio abriram fogo com suas armas de 152 milímetros sem efeito. Os caçadores de submarinos não conseguiram encontrar um U-boot na área.

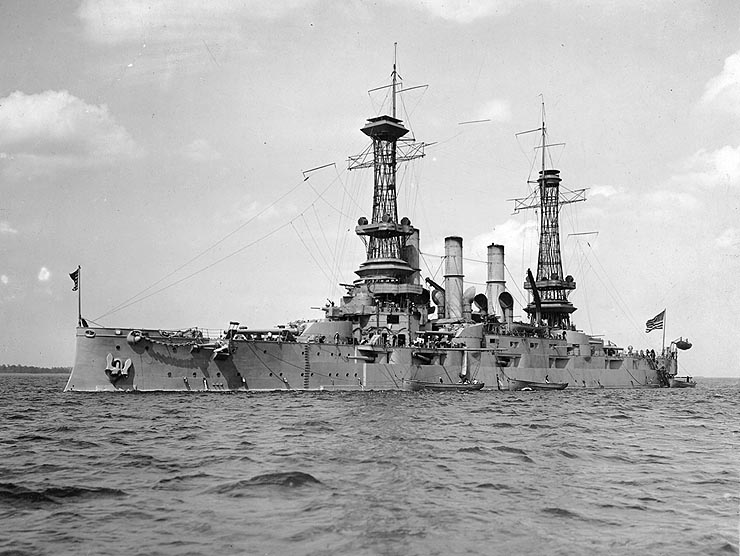
O New Hampshire no rio Hudson em dezembro de 1918

Em setembro de 1918, ele foi designado para o serviço de escolta de comboio, com a primeira missão desse tipo em 6 de setembro. O navio partiu com o encouraçado USS Kansas e o couraçado USS South Carolina para proteger um comboio de tropas ligeiro HX. Em 16 de setembro, os três encouraçados deixaram o comboio no Atlântico e voltaram para os Estados Unidos, enquanto outras escoltas trouxeram o comboio para o porto. No dia 17, a hélice de estibordo do South Carolina caiu, o que o obrigou a reduzir a velocidade para onze nós (vinte quilômetros por hora) usando apenas o eixo de porta. O New Hampshire e o Kansas permaneceram com o South Carolina para escoltá-la de volta ao porto. Esta tarefa não durou muito, pois os alemães assinaram o Armistício que encerrou a guerra em 11 de novembro. Em 24 de dezembro, o New Hampshire iniciou a primeira de quatro viagens para trazer soldados de volta dos campos de batalha da Europa. Na primeira viagem, ele navegou com o Louisiana, tendo ambos chegando a Brest, na França, em 5 de janeiro de 1919. 2 169 homens, incluindo oito civis, retornaram através dos dois navios.

### Carreira pós-guerra
Em 1919, o navio teve todos os seus canhões de 7 polegadas e oito dos canhões de 76 milímetros removidos, e um par de canhões antiaéreos de mesmo calibre foi instalado. Em 22 de junho de 1919, o navio foi para uma doca seca na Filadélfia para uma revisão. Um ano depois, em 5 de junho de 1920, ele iniciou um cruzeiro de treinamento para aspirantes ao Oceano Pacífico através do Canal do Panamá. O cruzeiro levou o navio ao Havaí e a várias cidades da costa oeste dos Estados Unidos. O encouraçado estava de volta à Filadélfia em 11 de setembro. De 18 de outubro a 12 de janeiro de 1921, o New Hampshire serviu como nau capitânia de uma missão no Haiti. Em 25 de janeiro, ele cruzou o Atlântico para a Europa pela última vez para carregar os restos mortais de August Ekengren, o enviado sueco aos Estados Unidos. Ele chegou a Estocolmo em 14 de fevereiro; na viagem de volta, o navio também fez escala em Kiel, na Alemanha, e em Gravesend, no Reino Unido. O navio chegou à Filadélfia em 24 de março, onde foi desativado em 21 de maio. De acordo com os termos do Tratado Naval de Washington, o New Hampshire foi vendido em 1º de novembro de 1923 e, posteriormente, desmontado para sucata.